# Kashima (Ibaraki)
Kashima (鹿嶋市 Kashima-shi?) es una ciudad portuaria situada en la prefectura de Ibaraki, en Japón, a orillas del Océano Pacífico. Kashima, significa literalmente, «Isla» (嶋) «de los  ciervos» (鹿).
La superficie total del municipio es de 105,97 km². El 1 de diciembre de 2013, la ciudad tenía una población de 66 697 y una densidad poblacional de 629 personas por km². A fecha de 1 de julio de 2020, la población ascendía a 67 197 habitantes, repartidos en 28 873 hogares, lo que significaba una densidad de población de 634 personas por km². El porcentaje de población mayor de 65 años era del 31,5%.

## Historia
Kashima se desarrolló a partir del período Nara junto al ichinomiya más importante de la provincia de Hitachi, el santuario de Kashima.
Después de la Restauración Meiji, la ciudad de Kashima se estableció con la creación del sistema de municipios moderno el 1 de abril de 1889, dentro del distrito de Kashima.
En 1954, Kashima se anexó a los pueblos vecinos de Takamatsu, Toyosu, Toyosato y Namino. Kashima se fusionó con el pueblo de Ono el 1 de septiembre de 1995 y fue elevada a la categoría de ciudad. Kashima estaba ubicada antes dentro del Distrito de Kashima (鹿郡 Kashima-gun), un distrito que se disolvió.

## Geografía
Kashima se localiza al sureste de la prefectura de Ibaraki, bañada por las aguas del Océano Pacífico al este y del lago Kitaura al oeste. El lago Kitaura pertenece al grupo de los tres lagos del lago Kasumigaura. Está ubicada a unos 75 kilómetros al noreste de Tokio.
La ciudad limita con Hokota al norte, Kamisu al sur, Itako al suroeste y con Namegata al oeste pasando el lago Kitaura.

## Cultura y deportes
En la ciudad se encuentra el Santuario Kashima (鹿島神宮 Kashima Jingū?), considerado el lugar de nacimiento de muchos estilos influyentes de esgrima (kenjutsu) en Japón; está, además, entre los santuarios sintoístas más antiguos del este de Japón, fundado en 660 a. C. según la leyenda, aunque algunos estudios históricos sitúan su fecha de fundación a partir del siglo IV d. C.
De Kashima es también el equipo japonés Kashima Antlers, que es hasta la fecha el club de fútbol más exitoso de la J. League Division 1; el estadio que utiliza este equipo de fútbol es el Estadio de Kashima, que fue una de las sedes durante la Copa Mundial de Fútbol de 2002.

## Economía
El Gobierno japonés creó la Zona Industrial de Kashima en 1963, y su desarrollo se completó en su mayoría en 1973. La ciudad de Kashima tiene un gran parque industrial con cerca de 1 500 fábricas, especialmente plantas petroquímicas y de acero. Un gran puerto internacional de carga, el puerto de Kashima, se encuentra en esta zona industrial y este puerto abarca también la zona portuaria de la ciudad de Kamisu.
La agricultura y la pesca comercial también desempeñan un importante papel en la economía local.

## Transporte
La Línea Kashima de ferrocarril conecta a la ciudad Kashima, a través de Línea Narita y de Línea Sōbu, con la prefectura de Chiba y con la metrópoli de Tokio.
Al Aeropuerto Internacional de Narita en la cercana ciudad de Narita y a la metrópoli de Tokio, está unida también, entre otros, por la autopista Higashi-Kantō Expressway.

## Galería de imágenes

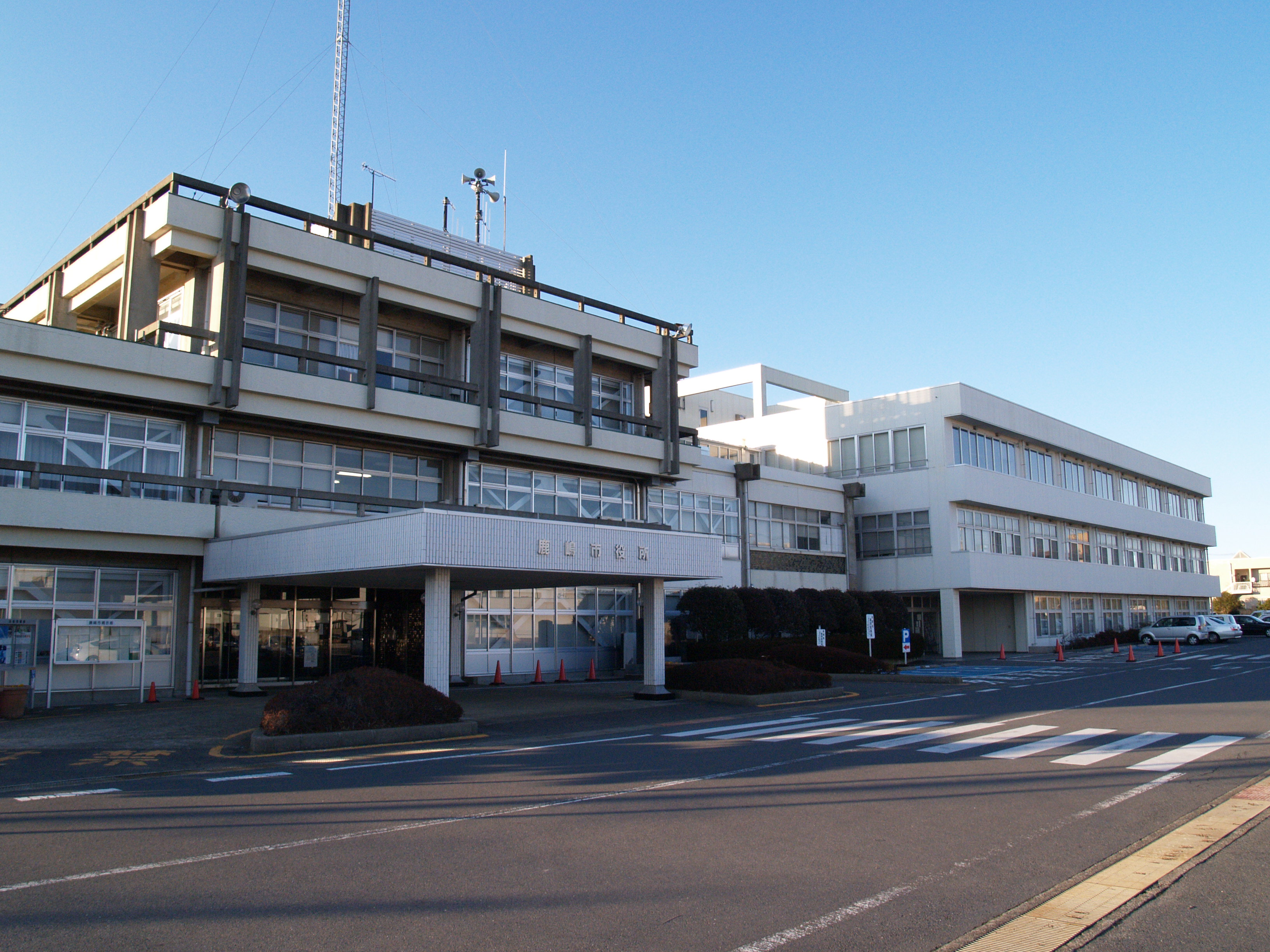
Ayuntamiento de Kashima.
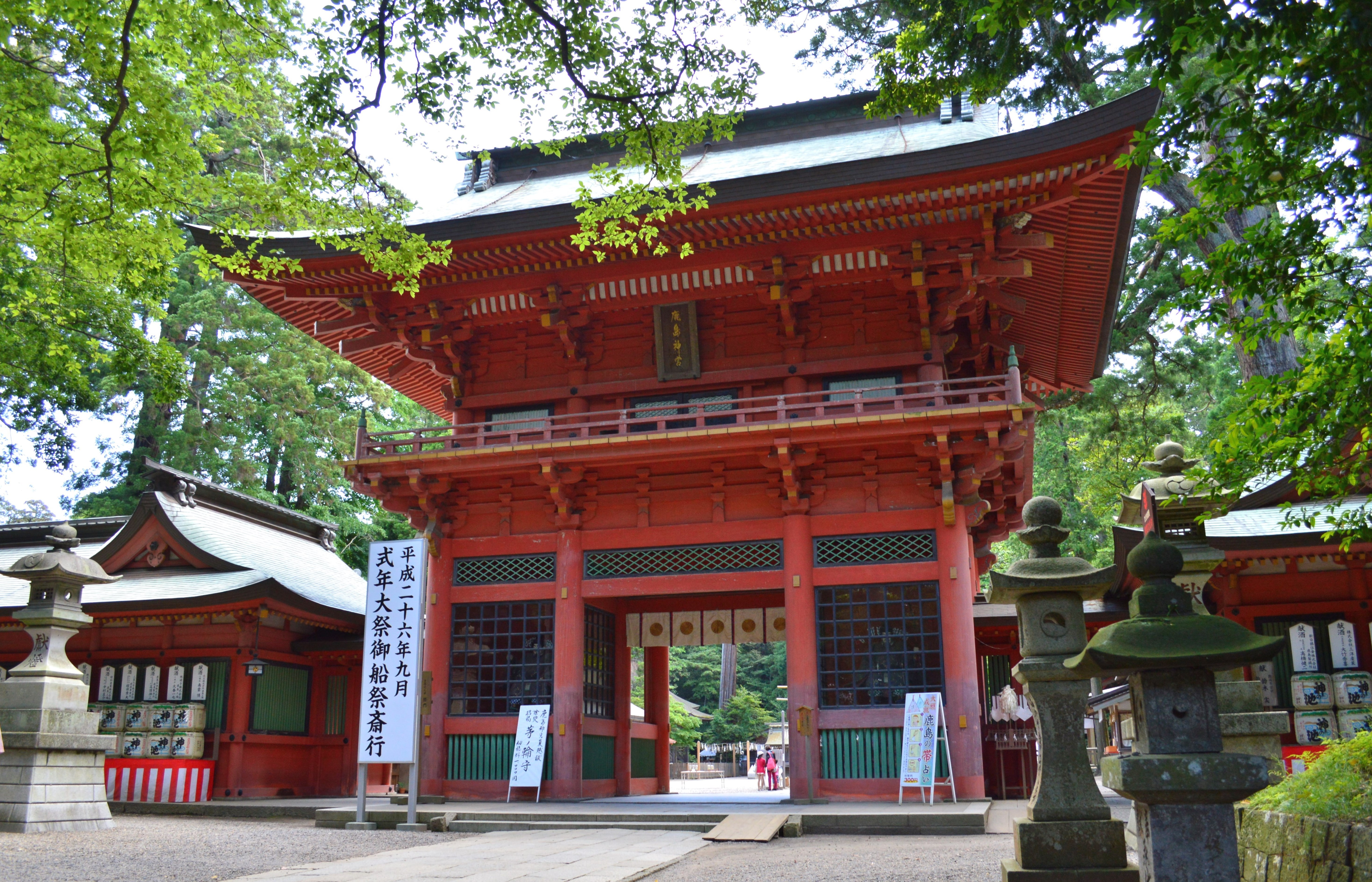
Santuario Kashima.
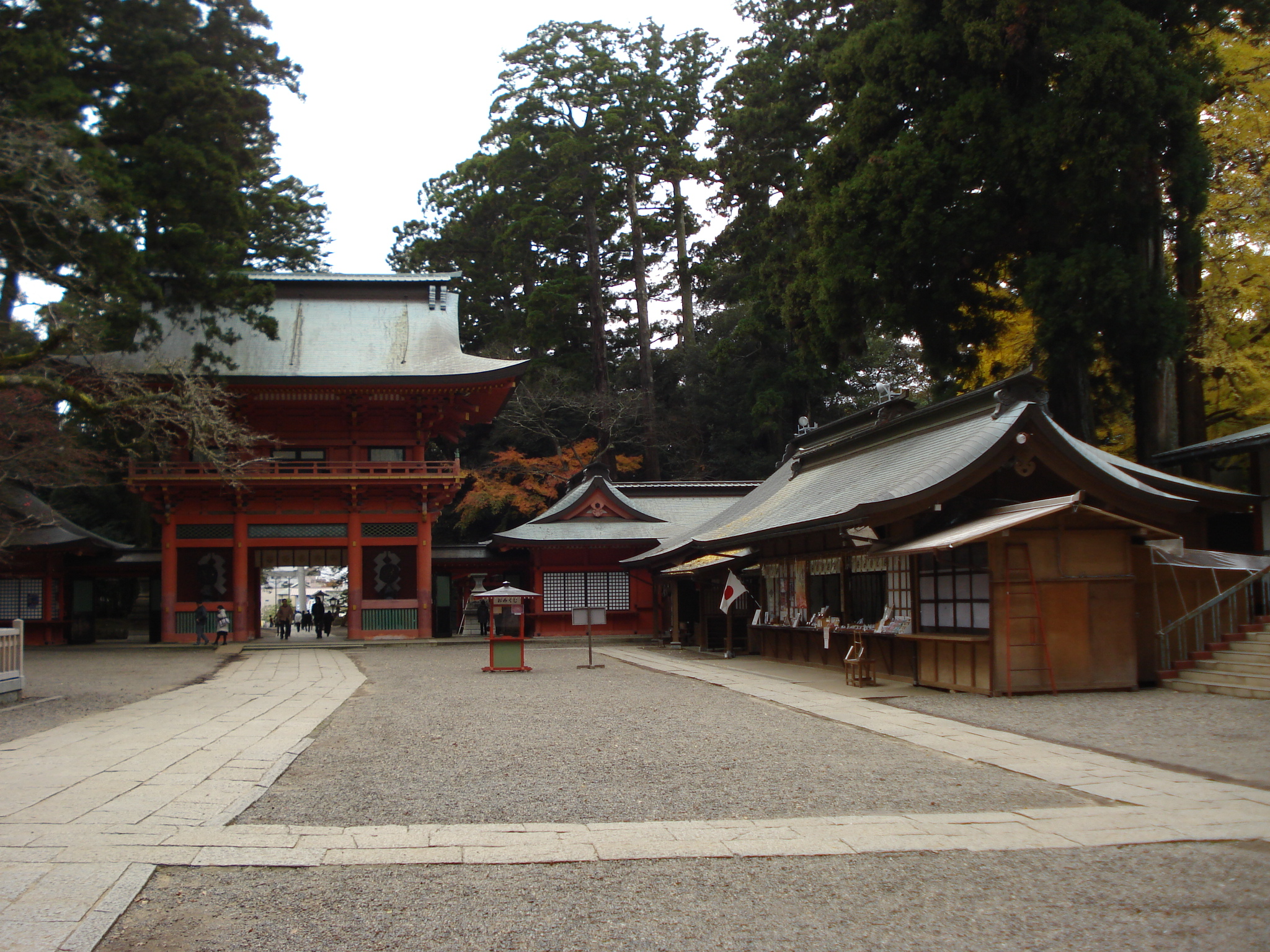
Santuario Kashima.
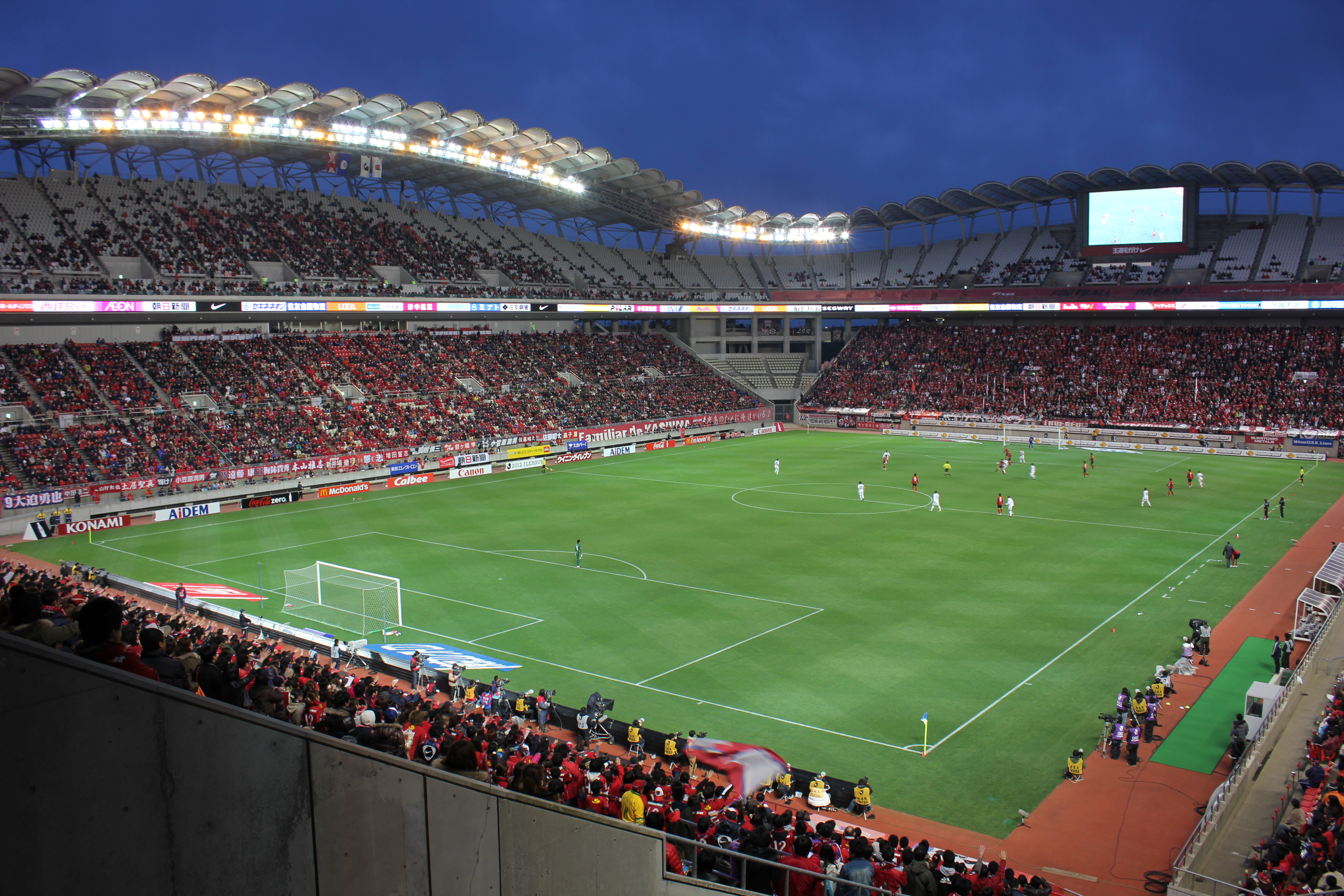
Estadio Kashima.
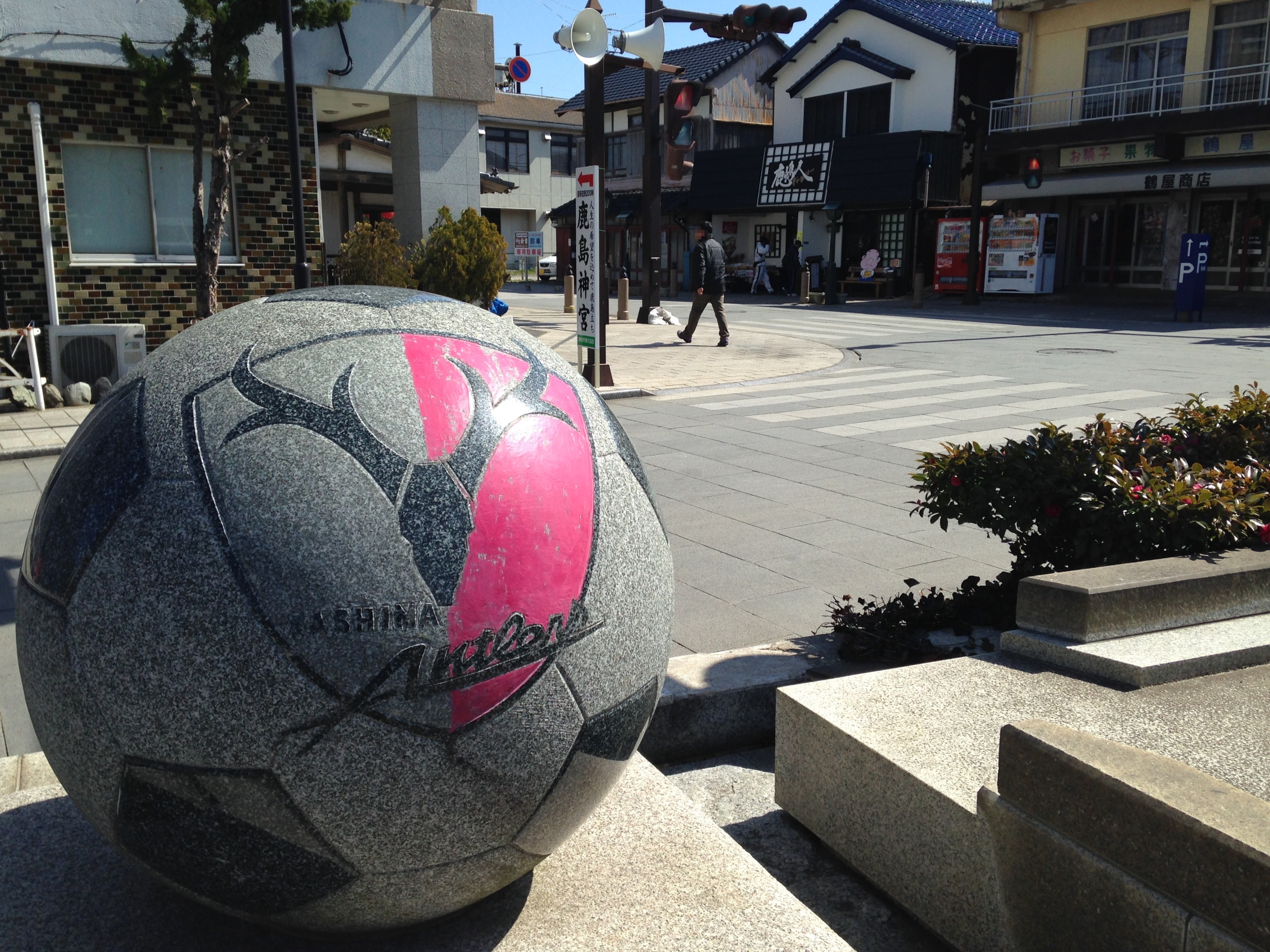
Escudo del club de fútbol Kashima Antlers.